# Medalla per la Construcció del Tren Baikal-Amur
La Medalla per la Construcció del Tren Baikal-Amur (rus: Медаль «За строительство Байкало-Амурской магистрали») és una medalla soviètica, creada per Leonid Bréjnev el 8 d'octubre de 1976 i atorgada a tota la gent que va prendre part activa en la construcció del tren Baikal-Amur; de la línia Bam-Tinda-Berkakit; de la línia ferroviària secundària Taïxet-Lena, de les indústries i els habitatges socials.
La medalla era concedia per la tasca distingida en la construcció, pels projectes qualificats en la recerca, pel treball en les institucions, organitzacions i empreses que proveïssin les necessitats dels treballadors de la construcció, així com de la construcció mateixa.
La medalla era atorgada als treballadors, tècnics, enginyers i empleats que van treballar en la construcció durant un període no inferior a tres anys.
Instituïda pel Decret de la Presidència del Soviet Suprem de l'URSS del 8 d'octubre de 1976, sent publicat a la Gaseta del Soviet Suprem de l'URSS n.41 de 1976. Es van fer canvis parcials sobre la posició de la medalla segons el Decret de la Presidència de 18 de juliol de 1980.
La seva concessió es realitzava en nom de la Presidència del Soviet Suprem de l'URSS, a través del Soviet Superior de la RSFSR. Les sol·licituds de la concessió es realitzaven a través de l'administració, les organitzacions del Partit, sindicals i del Komsomol, de les empreses, establiments i organitzacions, dirigides al Ministeri de Transports de la Unió Soviètica o als Soviets locals d'Amur, Irkutsk o Khabàrovsk.
Penja a l'esquerra del pit i se situa després de la Medalla pel Desenvolupament de les Terres Verges.
L'autor de la medalla va ser la pintora Lidia Niloláevna Peixkova.
La construcció de la Línia Ferroviària Baikal-Amur (una línia que recorria uns 4.300 km a través de la Sibèria Oriental i l'Extrem Orient) s'inicià el 1974. El 29 de setembre de 1984, els rails de les dues branques es van unir a Balbuhta, un any abans del que estava previst.
Les primeres concessions van tenir lloc a l'octubre de 1977. Entre els primers receptors hi havia diverses obrers i empleats del Ministeri de la Construcció de Transports de l'URSS, així com diversos membres de l'Exèrcit.
Va ser atorgada sobre unes 170.000 vegades.
Juntament amb la medalla s'atorgava un certificat acreditatiu.

## Disseny
Una medalla circular de llautó, de 32mm de diàmetre. Sobre l'anvers apareixen les cares dels constructors, amb turons al fons i un tren que passa per un pont per damunt d'un riu. A sota, a l'esquerra, apareix la inscripció За строительство Байкало-Амурской магистрали ("Per la Construcció de l'Artèria Baikal-Amur").
Al revers hi ha travesses de tren anant cap al Sol amb una cinta on diu "БАМ". Als costats de la medalla hi ha branques de llorer separades al damunt per la falç i el martell.
La medalla se sosté d'un galó pentagonal de seda de muaré de 24mm d'ample. A les puntes hi ha una franja verd fosc de 6mm d'ample, amb tres franges grogues de 3 mm al centre, separades per dues franges grises. A les puntes del galó hi ha una franja d'1mm verd clar.